# Festival Musique et Histoire
 (décembre 2017).
 (février 2025).
Motif : festival à la notoriété régionale, pas de sources secondaires significatives centrées.
- Archive Wikiwix
- Bing
- Cairn
- DuckDuckGo
- E. Universalis
- Gallica
- Google
- G. Books
- G. News
- G. Scholar
- Persée
- Qwant
- (zh) Baidu
- (ru) Yandex
- (wd) trouver des œuvres sur Wikidata

| 1. | Préciser le motif de la pose du bandeau. | Précisez le motif de la pose du bandeau en utilisant la syntaxe suivante : {{admissibilité à vérifier\|date=mars 2025\|motif=remplacez ce texte par le motif}}                                    |
| 2. | Informer les utilisateurs concernés.     | Pensez à avertir le créateur de l'article, par exemple, en insérant le code ci-dessous sur sa page de discussion : {{subst:avertissement admissibilité à vérifier\|Festival Musique et Histoire}} |

Musique et Histoire - Pour un dialogue interculturel est un festival international qui a lieu chaque année depuis 2006 à l'abbaye de Fontfroide. Son directeur artistique est le gambiste et chef d'orchestre Jordi Savall,.
Depuis plusieurs années, les concerts « Carte blanche » ont lieu quotidiennement à 18 heures dans le jardin en terrasse. Les concerts du soir (21 h 30) se tiennent dans divers lieux : la cour Louis XIV, l'abbatiale, le réfectoire des moines notamment.

## Création du festival
Nicolas d'Andoque, gérant de la SCI de Fontfroide avait invité Jordi Savall à donner un concert à Fontfroide à la fin des années 1990. De là est née l'idée d'un festival portant sur des rencontres des musiques anciennes et traditionnelles du Bassin méditerranéen. Le projet obtint le soutien des collectivités territoriales et la première édition put avoir lieu en 2006.

## 2008 Année européenne du dialogue interculturel
Lors de l'Année européenne du Dialogue interculturel, le festival fut désigné comme une des manifestations françaises phare. Jordi Savall fut à cette occasion nommé Ambassadeur européen pour le dialogue interculturel (2007).

## Programme

### Les premières éditions
Participent régulièrement les ensembles Capella Reial de Catalunya, Le Concert des Nations et Hesperion XXI. En solistes : Montserrat Figueras (soprano) Arianna Savall (soprano et harpiste, Ferran Savall.
Chaque année sont invités des musiciens et des ensembles en fonction du programme.

### 2011
La 6e édition fut la dernière à voir et entendre la participation de Montserrat Figueras, qui décéda en novembre de la même année.

### 2012
Jordi Savall dédie le festival à Montserrat Figueiras.

### 2013
Les six concerts de la 8e édition du festival ont lieu en l'église abbatiale : 
1. Le Millénaire de Grenade 1013 ~ Naissance et rayonnement de Al-Andalous
2. Esprit d’Arménie
3. Érasme ~ Éloge de la Folie – Récitants : Louise Moaty, Marc Mauillon & René Zosso
4. J.S Bach ~ Concerti pour clavecin, et pour 2 violons & Suites d’orchestre I & II
5. Guerre et Paix du temps du Baroque en Europe ~ 1613 – 1713
6. La Capella Reial de Catalunya & Hesperion

### 2014
Le festival présente cette année Hespèrion XXI, le Concert des Nations et la Capella Reial de Catalunya.

### 2015
Les cinq grands concerts de la 10e édition avaient les thématiques suivantes :
1. Les routes de l'esclavage (1550-1888)
2. Autour de l'écrivain arabe Ibn Battuta, le voyageur de l'Islam
3. Les violes de Louis XIV (Sainte-Colombe, Marin Marais, Couperin)
4. Le legs musical du Pays basque
5. Hommage à la terre[6].

Outre Jordi Savall, les artistes et ensembles qui participèrent à cette édition: Ensemble 3MA, le flûtiste Pierre Hamon, claveciniste Pierre Hantaï, violoncelliste Balasz Mate, les musiciens et chanteurs-danseurs de l’ensemble Euskal Barrockensemble (dir. Enrike Solinís), Le Concert des Nations.

### 2016
Le thème est : songes et lumières d'une Europe multiculturelle.

### 2017
Pour la 12e édition inscrit six concerts à son programme :
1. Ibn Battuta (1333 – 1392) (deuxième partie) - Le voyageur du temps
2. Musica Nova - L’influence vénitienne dans l’Europe musicale
3. El Amor Brujo - Hommage à la musique andalouse et à Manuel de Falla
4. Tous les matins du monde - Hommage à Alain Corneau et à Pascal Quignard
5. Fiesta Criolla - huas & danzas espirituales

Les concerts Carte blanche à 17 h 30 dans les jardins furent confiés à Waed Bouhassoun : Premier concert Orpheus XXI ; Ensemble 3 MA ; Ibrahim Keivo - Deuxième concert Orpheus XXI ; Tembembe Ensamble Continuo ; Moslem Rahal - Troisième concert Orpheus XXI.